# デュランス川
デュランス川（デュランスがわ、Durance）は、フランスの南東部を流れる川である。イタリア国境に近いシュナイエ山（Chenaillet、標高2,634m）に源を発し、ヴォクリューズ県アヴィニョンの数キロメートル南でローヌ川に合流する。

## 流域の都市
オート＝アルプ県
ブリアンソン（Briançon）、アンブラン（Embrun）
アルプ＝ド＝オート＝プロヴァンス県
シストロン（Sisteron）
ヴォクリューズ県
カヴァイヨン（Cavaillon）

## 支流
- le Buëch
- ヴェルドン川（le Verdon）
- クーロン川（le Coulon）

## 歴史
古代にはデュランス川は流れの荒さと川幅の広さとで渡るのが難しい川とみなされていた。現在では、それらの難点は、セル＝ポンソンダム（la retenue de Serre-Ponçon）と運河への水の引き込みとで、大幅に緩和されている。12世紀から19世紀には木材の運搬に使用されていた。